# Jean-Claude Trichet
Jean-Claude Trichet (født 20. december 1942) er tidligere formand for Den Europæiske Centralbank.

## Liv og karriere
Den franske finansmand blev født i Lyon, læste til ingeniør ved 'École nationale supérieure des mines de Nancy' og senere civiladministration ved École nationale d'administration (ENA).
I 1993 kom han i spidsen for den franske centralbank, og den 1. november 2003 afløste han Wim Duisenberg som formand for Den Europæiske Centralbank, en post som han besad indtil 31. oktober 2011.